# Сафарова, Бури
Бури́ Сафа́рова (узб. Boʻri Safarova; 1906 год, кишлак Дам, Туркестанское генерал-губернаторство, Российская империя — неизвестно, Узбекская ССР) — бригадир полеводческой бригады колхоза имени Ахунбабаева Чиракчинского района, Кашка-Дарьинской области, Узбекская ССР. Герой Социалистического Труда (1957). Депутат Верховного Совета Узбекской ССР 4-го созыва.

## Биография
Родилась в 1906 году в крестьянской семье в кишлаке Дам (сегодня — Чиракчинский район). Во время коллективизации в 1929 году вступила в колхоз имени Азунбабаева Чиракчинского района. Трудилась рядовой колхозницей на хлопковых полях. В 1950 году была назначена бригадиром хлопководческой бригады в этом же колхозе.
В 1956 году бригада под её руководством собрала в среднем с каждого гектара по 47 центнеров хлопка-сырца на участке площадью 105 гектаров. Указом Президиума Верховного Совета СССР от 11 января 1957 года удостоена звания Героя Социалистического Труда за «выдающиеся успехи, достигнутые в деле развития советского хлопководства, широкое применение достижений науки и передового опыта в возделывании хлопчатника и получение высоких и устойчивых урожаев хлопка-сырца» с вручением ордена Ленина и золотой медали «Серп и Молот».
Избиралась депутатом Верховного Совета Узбекской ССР 4-го созыва (1955—1959).
В 1965 году вышла на пенсию. Дата смерти не установлена.